# Valerio Di Cesare
Valerio Di Cesare (Roma, 23 maggio 1983) è un dirigente sportivo ed ex calciatore italiano, di ruolo difensore, vice direttore sportivo del Bari.

## Caratteristiche tecniche
Difensore centrale abile di piede e di testa, sfrutta il suo notevole dinamismo per giocare spesso d'anticipo. Il grintoso temperamento ne ha spesso fatto un giocatore soggetto a numerosi cartellini; ha infatti il record come giocatore più espulso della stagione 2009-2010.

## Carriera

### Giovanili
Cresciuto nelle giovanili della Lazio, nell'estate del 2001 emigra in Inghilterra accettando l'offerta del Chelsea. Questo trasferimento sarà poi contestato dalla società laziale, in particolare per bocca del direttore generale Massimo Cragnotti, il quale lamenterà il comportamento dell'agente sportivo coinvolto nel passaggio in Inghilterra del difensore romano.
I Blues lo inseriscono nella squadra riserve e, essendo state le sue prestazioni convincenti, ottiene un numero di maglia (il 19) per la stagione 2002-03. Viene inoltre confermato la stagione successiva ma non esordisce mai in prima squadra.

### Il ritorno in Italia
Nel gennaio 2004 torna in Italia, passando all'Avellino. Con gli irpini esordisce in Serie B il 27 febbraio nell'incontro Avellino-Venezia (1-0), totalizzando 11 presenze in una stagione che si conclude con la retrocessione in Serie C. Nella stagione 2004-05 indossa la maglia dell'AlbinoLeffe sempre in Serie B e colleziona 16 presenze, contribuendo alla salvezza della squadra seriana.
La stagione successiva, sempre in Serie B, veste la maglia del Catanzaro ma già a gennaio 2006 viene acquisito a titolo definitivo dai pari-categoria del Mantova.

### Mantova
Con la formazione lombarda esordisce il 14 maggio nell'incontro Mantova-Verona (0-0); in seguito collezionerà una sola altra presenza per un totale di due stagionali (sette se si considerano le cinque col Catanzaro). La stagione si concluderà con la sconfitta dei virgiliani in finale play-off contro il Torino. Nel 2006-07 l'allenatore Domenico Di Carlo gli concede maggiore spazio; le sue prestazioni migliorano e va a segno per la prima volta in carriera il 27 gennaio 2007 in Mantova-Rimini (2-1). La squadra conclude la stagione all'8º posto, mancando la promozione. Nel 2007-08 il nuovo allenatore è Attilio Tesser, che lo schiera spesso tra i titolari, anche se purtroppo è costretto a saltare quasi tutta la parte centrale del campionato per una serie di infortuni. Va a segno una volta, il 6 ottobre, in Mantova-Modena (3-2). Al termine del campionato la squadra si classifica al 9º posto, mancando nuovamente il dichiarato obiettivo promozione.

### Vicenza
Si trasferisce a titolo definitivo al Vicenza il 25 giugno 2008 nell'ambito di un doppio scambio tra le due società che ha coinvolto in totale quattro giocatori. In biancorosso esordisce il 7 settembre in Vicenza-Empoli (1-1) per poi trovare il primo gol il 15 novembre dello stesso anno in Triestina-Vicenza (2-1). In Veneto totalizza 13 presenze nella stagione 2008-09, conclusasi con un modesto 12º posto finale. Nell'annata 2009-10 è un perno fisso della difesa e contribuisce alla salvezza dei suoi con 33 presenze e un gol, il 6 febbraio 2010, in Vicenza-Reggina (3-1).

### Torino
Nonostante il forte interessamento dell'Atalanta, il 16 luglio 2010 firma per il Torino, per una cifra che si aggira sui 1,2 milioni. Nella stagione 2010-11 è schierato spesso titolare dal mister Franco Lerda in un campionato che si concluderà con un fallimentare 8º posto.
La stagione successiva viene confermato in squadra con il nuovo allenatore Gian Piero Ventura, e si contende il posto da difensore centrale con il polacco Kamil Glik. Segna il suo primo gol in maglia granata l'8 maggio 2012, nella vittoria interna per 3-1 contro il Padova, e con 21 presenze e una rete, contribuisce al ritorno del club granata in massima serie.
Nei primi giorni dell'estate 2012 sembra imminente il suo trasferimento allo Spezia ma il 26 luglio 2012, dopo aver partecipato al ritiro del Torino a Sappada, firma un prolungamento contrattuale con i granata fino al 2014.
Esordisce in serie A a 29 anni, schierato da titolare nella partita Torino-Udinese 0-0.

### Brescia e Bari
L'8 agosto 2013 passa a titolo definitivo al Brescia collezionando al primo anno 27 presenze e 3 gol.. Il 15 settembre 2014 si rende protagonista di un grave fallo su Ivano Baldanzeddu rompendogli il ginocchio senza neanche essere ammonito. In questa stagione colleziona 39 presenze e 4 gol.
Il 12 agosto 2015 viene ceduto a titolo definitivo al Bari con cui firma un contratto di durata biennale. Il 6 settembre all'esordio contro lo Spezia (4-3) viene espulso al minuto 40. Termina la stagione al 5º posto in classifica perdendo i play-off contro il Novara. Esordisce nella stagione 2016-2017 prima in Coppa Italia contro il Cosenza e poi in campionato alla seconda giornata contro il Perugia giocando da titolare. In un anno e mezzo mette insieme 47 presenze e un gol con il Bari.

### Parma
Il 31 gennaio 2017 firma un contratto di due anni e mezzo con il Parma in Lega Pro. Con la squadra ducale conquista due promozioni raggiungendo la Serie A. Il 12 settembre 2018 viene annunciata la rescissione consensuale del contratto.

### Ritorno al Bari
Dopo la rescissione contrattuale con i parmensi, torna al Bari nel frattempo declassato in Serie D a causa del fallimento della precedente gestione. Il 16 dicembre 2018 segna il suo quarto gol stagionale in serie D nella vittoria in trasferta Rotonda-Bari (1-2), rete decisiva per la vittoria dei biancorossi, eseguita con un sinistro a giro al limite dell'area. Conclude la stagione nei dilettanti con la vittoria del campionato condita da 35 presenze e ben 7 gol segnati. Nella stagione seguente in Serie C gli viene assegnata la fascia da capitano, e in occasione di Bisceglie-Bari (0-3) raggiunge quota 100 partite con la maglia dei galletti. A fine stagione il Bari perde in finale dei playoff contro la Reggiana per 1-0, rimanendo in Serie C anche nella stagione seguente, in cui Valerio viene confermato come capitano. Il 14 luglio 2021 rinnova per un'altra stagione con il Bari. Dopo una stagione caratterizzata da un lungo infortunio ottiene comunque con la squadra biancorossa la promozione in Serie B e un ulteriore rinnovo di contratto fino al 30 giugno 2023. Dopo le buone prestazioni con la maglia del Bari in Serie B, il 10 febbraio 2023 firma il prolungamento del contratto fino al 30 giugno 2024.
Il 1º maggio 2024 segna il gol che vale il pareggio per 1-1 contro il Parma, diventando il marcatore più "anziano" di sempre in Serie B segnando a 40 anni, 11 mesi e 8 giorni. Migliora ulteriormente il seguente record andando a segno prima all'ultima giornata contro il Brescia (2-0), e poi il 23 maggio, nel giorno del suo 41º compleanno, realizzando il primo gol che vale la vittoria per 0-3 nel play-out contro la Ternana. A fine stagione annuncia il suo ritiro dal calcio giocato.

## Dopo il ritiro
In seguito al ritiro, annuncia di voler intraprendere la carriera di dirigente nel Bari. Il 21 giugno 2024 viene annunciato come nuovo vice direttore sportivo del Bari, affiancando il nuovo direttore sportivo Giuseppe Magalini.

## Statistiche

### Presenze e reti nei club
| Stagione        | Squadra         | Campionato      | Campionato | Campionato | Coppe nazionali | Coppe nazionali | Coppe nazionali | Coppe continentali | Coppe continentali | Coppe continentali | Altre coppe | Altre coppe | Altre coppe | Totale | Totale |
| Stagione        | Squadra         | Comp            | Pres       | Reti       | Comp            | Pres            | Reti            | Comp               | Pres               | Reti               | Comp        | Pres        | Reti        | Pres   | Reti   |
| --------------- | --------------- | --------------- | ---------- | ---------- | --------------- | --------------- | --------------- | ------------------ | ------------------ | ------------------ | ----------- | ----------- | ----------- | ------ | ------ |
| 2002-2003       | Chelsea         | PL              | 0          | 0          | FACup+CdL       | 0               | 0               | CU                 | 0                  | 0                  | -           | -           | -           | 0      | 0      |
| 2003-gen. 2004  | Chelsea         | PL              | 0          | 0          | FACup+CdL       | 0               | 0               | UCL                | 0                  | 0                  | -           | -           | -           | 0      | 0      |
| Totale Chelsea  | Totale Chelsea  | Totale Chelsea  | 0          | 0          |                 | 0               | 0               |                    | 0                  | 0                  |             | -           | -           | 0      | 0      |
| gen.-giu. 2004  | Avellino        | B               | 11         | 0          | CI              | -               | -               | -                  | -                  | -                  | -           | -           | -           | 11     | 0      |
| 2004-2005       | AlbinoLeffe     | B               | 16         | 0          | CI              | 0               | 0               | -                  | -                  | -                  | -           | -           | -           | 16     | 0      |
| 2005-gen. 2006  | Catanzaro       | B               | 5          | 0          | CI              | 0               | 0               | -                  | -                  | -                  | -           | -           | -           | 5      | 0      |
| gen.-giu. 2006  | Mantova         | B               | 2          | 0          | CI              | -               | -               | -                  | -                  | -                  | -           | -           | -           | 2      | 0      |
| 2006-2007       | Mantova         | B               | 21         | 1          | CI              | 1               | 0               | -                  | -                  | -                  | -           | -           | -           | 22     | 1      |
| 2007-2008       | Mantova         | B               | 25         | 1          | CI              | 0               | 0               | -                  | -                  | -                  | -           | -           | -           | 25     | 1      |
| Totale Mantova  | Totale Mantova  | Totale Mantova  | 48         | 2          |                 | 1               | 0               |                    | -                  | -                  |             | -           | -           | 49     |        |
| 2008-2009       | Vicenza         | B               | 13         | 1          | CI              | 2               | 0               | -                  | -                  | -                  | -           | -           | -           | 15     | 1      |
| 2009-2010       | Vicenza         | B               | 33         | 1          | CI              | 1               | 0               | -                  | -                  | -                  | -           | -           | -           | 34     | 1      |
| Totale Vicenza  | Totale Vicenza  | Totale Vicenza  | 46         | 2          |                 | 3               | 0               |                    | -                  | -                  |             | -           | -           | 49     | 2      |
| 2010-2011       | Torino          | B               | 29         | 0          | CI              | 1               | 0               | -                  | -                  | -                  | -           | -           | -           | 30     | 0      |
| 2011-2012       | Torino          | B               | 21         | 1          | CI              | 1               | 0               | -                  | -                  | -                  | -           | -           | -           | 22     | 1      |
| 2012-2013       | Torino          | A               | 9          | 0          | CI              | 1               | 0               | -                  | -                  | -                  | -           | -           | -           | 10     | 0      |
| Totale Torino   | Totale Torino   | Totale Torino   | 59         | 1          |                 | 3               | 0               |                    | -                  | -                  |             | -           | -           | 62     | 1      |
| 2013-2014       | Brescia         | B               | 26         | 3          | CI              | 1               | 0               | -                  | -                  | -                  | -           | -           | -           | 27     | 3      |
| 2014-2015       | Brescia         | B               | 36         | 4          | CI              | 3               | 0               | -                  | -                  | -                  | -           | -           | -           | 39     | 4      |
| Totale Brescia  | Totale Brescia  | Totale Brescia  | 62         | 7          |                 | 4               | 0               |                    | -                  | -                  |             | -           | -           | 68     | 7      |
| 2015-2016       | Bari            | B               | 31+1       | 1+0        | CI              | 0               | 0               | -                  | -                  | -                  | -           | -           | -           | 32     | 1      |
| 2016-gen. 2017  | Bari            | B               | 14         | 0          | CI              | 2               | 0               | -                  | -                  | -                  | -           | -           | -           | 16     | 0      |
| gen.-giu. 2017  | Parma           | LP              | 11+6       | 0          | CI-LP           | -               | -               | -                  | -                  | -                  | -           | -           | -           | 17     | 0      |
| 2017-2018       | Parma           | B               | 18         | 2          | CI              | 0               | 0               | -                  | -                  | -                  | -           | -           | -           | 11     | 2      |
| Totale Parma    | Totale Parma    | Totale Parma    | 35         | 2          |                 | 0               | 0               |                    | -                  | -                  |             | -           | -           | 35     | 2      |
| 2018-2019       | Bari            | D               | 33+2       | 7          | CI-D            | 1               | 0               | -                  | -                  | -                  | -           | -           | -           | 34     | 7      |
| 2019-2020       | Bari            | C               | 25+3       | 2+1        | CI-C            | 1               | 0               | -                  | -                  | -                  | -           | -           | -           | 29     | 3      |
| 2020-2021       | Bari            | C               | 27+3       | 2          | CI              | 0               | 0               | -                  | -                  | -                  | -           | -           | -           | 29     | 2      |
| 2021-2022       | Bari            | C               | 18         | 1          | CI-C            | 1               | 0               | -                  | -                  | -                  | SC-C        | 1           | 0           | 20     | 1      |
| 2022-2023       | Bari            | B               | 34+3       | 3          | CI              | 2               | 0               | -                  | -                  | -                  | -           | -           | -           | 39     | 3      |
| 2023-2024       | Bari            | B               | 29+2       | 4+1        | CI              | 1               | 0               | -                  | -                  | -                  | -           | -           | -           | 32     | 5      |
| Totale Bari     | Totale Bari     | Totale Bari     | 225        | 21         |                 | 8               | 0               |                    | -                  | -                  |             | 1           | 0           | 234    | 21     |
| Totale carriera | Totale carriera | Totale carriera | 504        | 36         |                 | 19              | 0               |                    | 0                  | 0                  |             | 1           | 0           | 524    | 36     |

## Palmarès

### Club

#### Competizioni nazionali
- Serie D: 1

Bari: 2018-2019 (girone I)
- Serie C: 1

Bari: 2021-2022 (girone C)

#### Competizioni giovanili
- Campionato Primavera: 1

Lazio: 2000-2001